# Piwnica Świdnicka we Wrocławiu

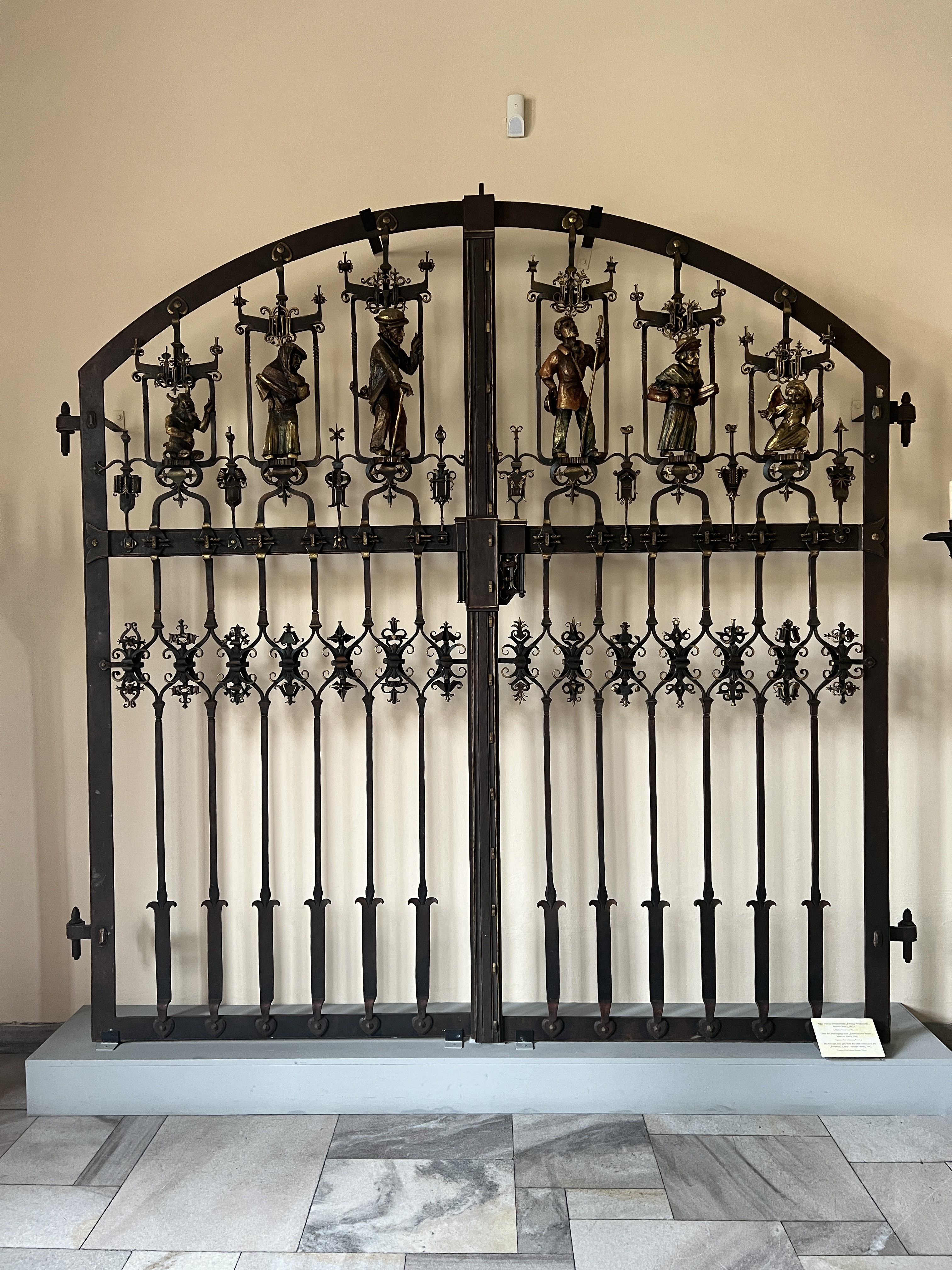
Krata autorstwa Jaroslava Vonki z wejścia południowego, Muzeum Miejskie (Ratusz) we Wrocławiu

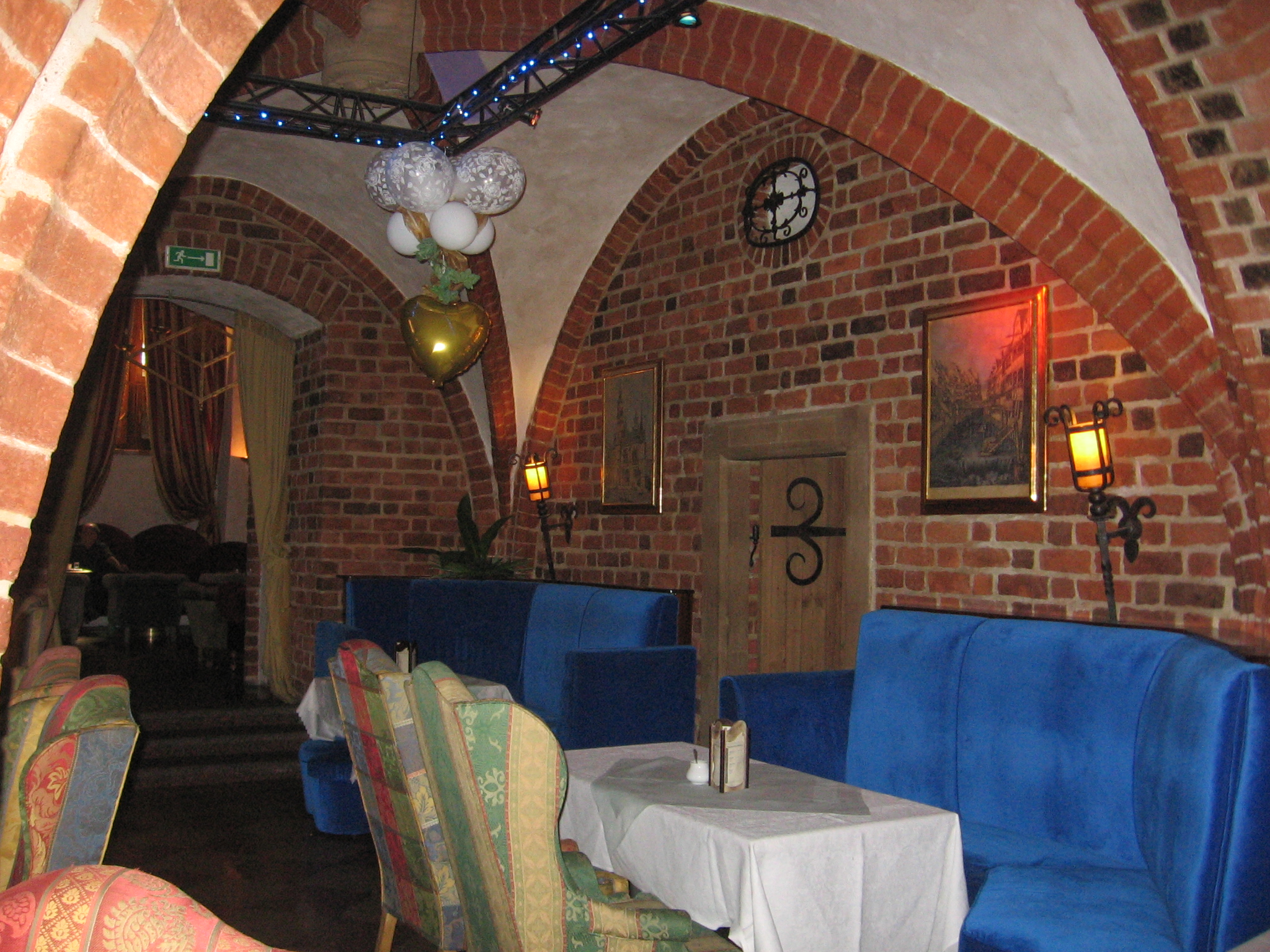
Wnętrze Piwnicy Świdnickiej

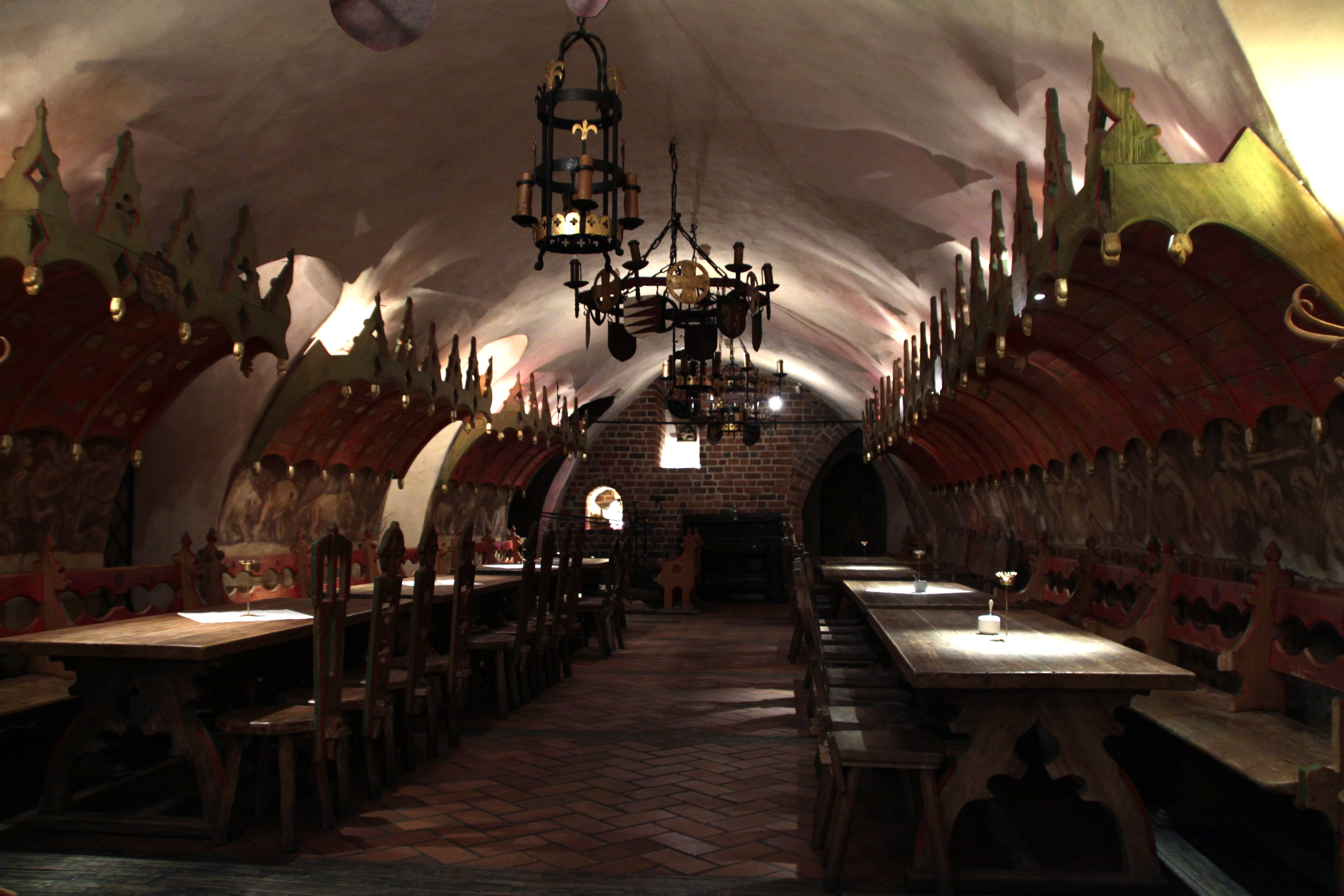
Wnętrze Piwnicy Świdnickiej

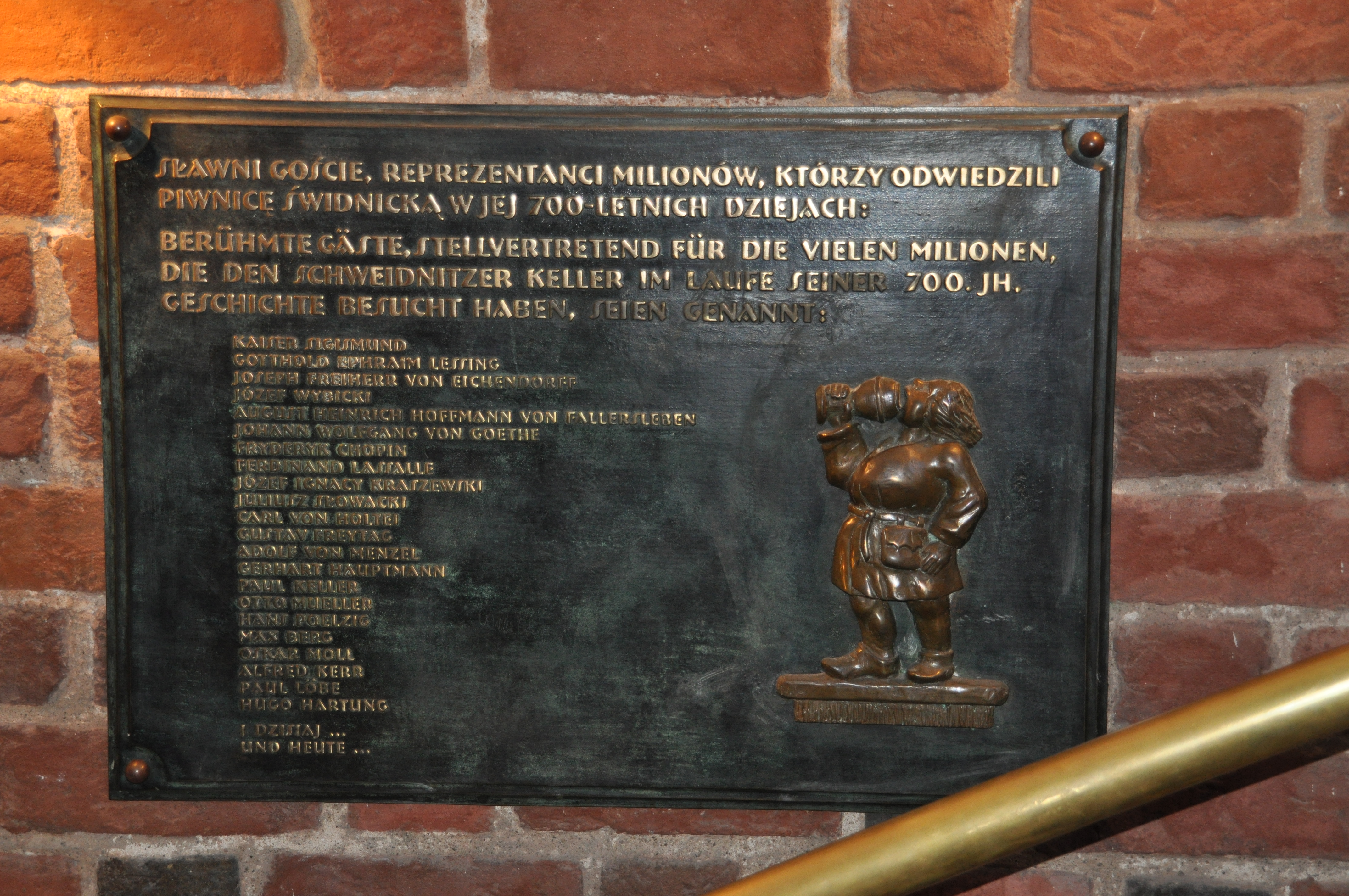
Tablica z listą słynnych gości: Zygmunt Luksemburski, Gotthold Ephraim Lessing, Joseph von Eichendorff, Józef Wybicki, August Heinrich Hoffmann von Fallersleben, Johann Wolfgang von Goethe, Fryderyk Chopin, Ferdinand Lassalle, Józef Ignacy Kraszewski, Juliusz Słowacki, Karl Eduard von Holtei, Gustav Freytag, Adolf von Menzel, Gerhart Hauptmann, Paul Keller, Otto Mueller, Hans Poelzig, Max Berg, Oskar Moll, Alfred Kerr, Paul Löbe, Hugo Hartung

Piwnica Świdnicka (niem. Schweidnitzer Keller) – jedna z najstarszych w Europie i najstarsza w Polsce średniowieczna restauracja (działająca od 1273), znajdująca się w Rynku we Wrocławiu, w piwnicach Starego Ratusza.

## Historia
Nazwę swą wywodzi od dolnośląskiego miasta Świdnicy, skąd pierwotnie sprowadzano do niej jęczmienne piwo. Na mocy przywileju nadanego przez Henryka IV Probusa, piwa warzone poza Wrocławiem wolno było podawać jedynie w pozostających pod kontrolą rady miasta piwnicach ratuszowych. Zachowały się rachunki z roku 1332, w których zapisano fakt sprowadzania piwa świdnickiego. Wejście do piwnicy znajduje się od południowej strony budynku Starego Ratusza.
Piwnica wielokrotnie była rozbudowywana aż do ostatniej ćwierci XV wieku, kiedy osiągnęła w przybliżeniu swój ostateczny kształt. Później jeszcze, w 1519 roku, przedsionek piwnicy połączono tunelem do przetaczania beczek z nowo utworzonym browarem znajdującego się naprzeciwko piwnicy, w kamienicy w południowej pierzei Rynku (w kamienicy „Pod Złotym Dzbanem”).
Według kroniki z 1731 roku, zakazane były w piwnicy m.in.: gra w karty, palenie tytoniu i przeklinanie. Tylko dwa razy w tygodniu – we wtorki i w piątki – pozwalano na grę orkiestry, gościom na muzykowanie nie pozwalano. Nie podawano napojów przed wpłaceniem przez gościa kaucji odpowiedniej wysokości, a w razie stłuczenia naczynia gość zobowiązany był za szkodę zapłacić, co przypominano mu przez trzykrotne uderzenie w tzw. „dzwonek bałwana”. We wnęce przy schodach prowadzących do piwnicy swoje stałe miejsce miały sprzedawczynie solnych bułeczek i kiełbasek z musztardą, przy czym zatrudniający je piekarze korzystali z tego miejsca bezpłatnie.
Jednym z symboli piwnicy stała się handlarka Amalie Renner.
Przez niemal wszystkie lata swojej historii obiekt pełnił funkcję restauracji. Poważniejsze remonty piwnica przeszła w roku 1904, kiedy część pomieszczeń przekształcono na zaplecze kuchenne oraz zainstalowano oświetlenie elektryczne. Następny duży remont piwnica przeszła w 1936 roku. Według danych sprzed 1939 roku, piwnica mogła pomieścić 700 gości, których obsługiwało 110 osób, w tym 8 kucharzy i 45 kelnerów. Działania wojenne nie spowodowały znaczniejszych uszkodzeń, choć jej wyposażenie podzieliło los innych obiektów publicznych w mieście, ulegając w znacznym stopniu dewastacji i grabieży. Przez 15 lat po wojnie piwnica nie była wykorzystywana, dopiero po remoncie w 1960 roku część jej pomieszczeń przeznaczono na klub młodzieżowy, salę kinową, salę bilardową i różnorodne wystawy. Pod koniec XX stulecia obiekt poddano gruntownej renowacji, przywracając piwnicy pierwotną funkcję. Podczas tych robót konieczne okazało się też usuwanie skutków powodzi tysiąclecia w 1997 roku, której wody przeniknęły do podziemi Starego Ratusza. Musiano  osuszyć ściany i wymienić wszystkie instalacje. Po tej przebudowie pomieszczenia piwnicy zajmują prawie 1700 m², z czego około 900 m² zajmuje dziewięć sal konsumpcyjnych.
Piwnica Świdnicka bywa często mylona (głównie przez turystów zagranicznych) z Browarem Spiż znajdującym się w piwnicach Nowego Ratusza.
Restauracja została zamknięta 29 grudnia 2017 roku. Otwarto ją 2 lipca 2022 roku. 
We wnętrzach Piwnicy Świdnickiej funkcjonuje także od 2022 roku rzemieślniczy browar restauracyjny. 